# Jean-Baptiste Louis Morin
Pour les articles homonymes, voir Jean-Baptiste Morin et Morin.
Jean Baptiste Louis Morin, né le 9 mai 1776 à Charleville (Province de Champagne), mort le 26 mars 1814 à Paris, est un général français de la Révolution et de l’Empire.

## États de service
Il entre en service en 1791, comme sergent dans le 2e bataillon de volontaires des Ardennes, et il sert à l’état major de l’armée du Nord puis à l’armée de l’Intérieur le 8 août 1793.
Il est nommé lieutenant aux grenadiers de la 2e demi brigade de ligne le 16 mars 1796, et le 21 mars suivant, il devient aide de camp du général Dupont Chaumont. Il passe lieutenant le 21 mars 1797, et il est placé à la suite du 2e régiment de  dragons le 31 mai. Mis en non-activité le 19 septembre, il rejoint la 66e demi brigade de ligne le 23 octobre.
Le 11 avril 1798, il est affecté comme aide de camp du général Wirion, et le 11 avril 1799, il est promu capitaine et affecté à l'Armée du Danube. Le 5 août 1799, il est de nouveau employé comme aide de camp du général Dupont Chaumont, et le 4 avril 1800 il exerce la même fonction auprès du général Dupont de l'Étang à l’armée de Réserve puis à l’armée d’Italie. Le 31 mai 1800, il est blessé d’un coup de feu dans le Tessin. Le 23 juin il est nommé chef d’escadron, et il est à nouveau blessé au passage de l'Adige le 2 janvier 1801.
En 1805, il participe à la campagne d’Autriche puis en 1806 à la campagne de Prusse. Le 19 mai 1806, il passe major au 7e régiment de dragons et le 14 octobre 1811, il reçoit son brevet de colonel en second. Le 1er juin 1812, il prend le commandement du 5e régiment de dragons, et il fait la guerre d’Espagne. Il est blessé le 21 juin 1813. Il reçoit deux balles et plusieurs coups de sabre à la bataille de Vitoria à la tête de son régiment. Dans cet engagement, il tue le chef d'escadron ennemi. Il est à nouveau blessé le 13 décembre à Saint-Pierre-d'Irube. En 1814, il participe à la campagne de France et il est promu général de brigade le 12 mars 1814.
Il meurt le 26 mars 1814 à Paris.
Il a rédigé un journal sur sa campagne d'Espagne de 1812-1813. Ce journal a été acquis au début des années 1990 par la Fondation Napoléon.

## Sources
1. ↑  Archives départementales des Ardennes, commune de Charleville, année 1776, acte de naissance, vue 23/54

- (en) « Generals Who Served in the French Army during the Period 1789 - 1814: Eberle to Exelmans »
- Thierry Pouliquen, « Les généraux français et étrangers ayant servis [sic] dans la Grande Armée » (consulté le 28 juillet 2014)
- Jean Baptiste Louis Morin  sur roglo.eu
- (pl) « Napoléon.org.pl »